# Pseudohistoria
Pseudohistoria o seudohistoria es una forma de discurso que intenta poner en cuestión el relato histórico, utilizando una metodología de investigación que no respeta los procedimientos y técnicas propias de la historiografía. 
La pseudohistoria se caracteriza por sesgar la investigación, es decir estudiar  los hechos que coinciden con sus postulados previos,  adecuar las hipótesis para que  se ajusten a la teoría, dejar de lado las técnicas  de datación, contrastación de documentos y análisis del texto, como también por ignorar deliberadamente los trabajos previos, rechazar el diálogo con otros investigadores y estudiar los hechos, muy pocas veces los procesos históricos, utilizando modos  de investigación ampliamente superados.
Suele  presentarse, además, como rupturista, anti académica, sensacionalista y descubridora de supuestas conspiraciones. Por lo general deja de lado las demostraciones en favor de las insinuaciones y las sospechas.
En algunos casos se usa el término «criptohistoria» por analogía con  «criptozoología» para referirse al texto de carácter histórico relacionado con el ocultismo.
Pseudohistoria es un concepto derivado del más amplio: pseudociencia y se relaciona muchas veces con la llamada pseudoarqueología. El uso de estos conceptos puede superponerse.

## Definición y etimología
El término «pseudohistoria» se acuñó a principios del siglo XIX, lo que hace que la palabra sea más antigua que los vocablos relacionados «pseudoconocimiento» y «pseudociencia». En una declaración de 1815, se usa para referirse al Concurso de Homero y Hesíodo, una narración supuestamente histórica que describe una competencia totalmente ficticia entre los poetas griegos Homero y Hesíodo. El sentido peyorativo del término, que designa un trabajo fallido o falso de la historiografía, se encuentra en otra certificación de 1815. La pseudohistoria es similar a la pseudociencia ya que ambas formas de falsificación se logran utilizando la metodología que pretende, pero no cumple, los estándares establecidos de investigación para el campo dado de investigación intelectual del que la pseudociencia pretende ser parte, y que ofrece poca o ninguna evidencia de apoyo para su plausibilidad.
Los escritores Michael Shermer y Alex Grobman definen la pseudohistoria como "la reescritura del pasado para fines personales o políticos actuales". Otros escritores toman una definición más amplia; Douglas Allchin, un historiador de la ciencia, sostiene que cuando la historia del descubrimiento científico se presenta de una manera simplificada, con el drama exagerado y los científicos idealizados, esto crea estereotipos equivocados sobre cómo funciona la ciencia, y de hecho constituye una pseudohistoria, a pesar de estar basada en realidades hechos.

## Características
Robert Todd Carroll ha desarrollado una lista de criterios para identificar obras pseudohistóricas. Él declara que: "La pseudohistoria es historia pretendida que:
- Trata mitos, leyendas, sagas y literatura similar como verdad literal.
- No es crítico ni escéptico en su lectura de historiadores antiguos, tomando sus afirmaciones a su valor nominal e ignorando la evidencia empírica o lógica contraria a las afirmaciones de los antiguos.
- Está en una misión, no en una búsqueda, buscando apoyar alguna agenda política o religiosa contemporánea en lugar de descubrir la verdad sobre el pasado.
- A menudo niega que exista algo así como la verdad histórica, aferrándose a la noción escéptica extrema de que solo lo que es absolutamente cierto puede llamarse «verdadero» y nada es absolutamente cierto, por lo que nada es cierto.
- A menudo sostiene que la historia no es más que mitos y que las historias diferentes no se pueden comparar en estándares académicos tradicionales como exactitud, probabilidad empírica, consistencia lógica, relevancia, integridad, imparcialidad, honestidad, etc., sino por motivos morales o políticos.
- Es selectivo en el uso de documentos antiguos, citando favorablemente aquellos que se ajustan a su agenda, e ignorando o interpretando los documentos que no se ajustan.
- Considera que la posibilidad de que algo sea verdadero es suficiente para creer que es verdad si se ajusta a la agenda de uno.
- A menudo sostiene que existe una conspiración para reprimir sus reclamos debido al racismo, el ateísmo o el etnocentrismo, o por la oposición a su agenda política o religiosa.

Nicholas Goodrick-Clarke prefiere el término «criptohistoria». Identifica dos elementos necesarios como "Una completa ignorancia de las fuentes primarias" y la repetición de "inexactitudes y afirmaciones alocadas".
Otras características comunes de la pseudohistoria son:
- La vinculación arbitraria de eventos dispares para formar, según la opinión del teórico, un patrón. Esto normalmente se desarrolla luego en una teoría de conspiración postulando un agente oculto responsable de crear y mantener el patrón. Por ejemplo, la pseudohistórica El enigma sagrado une a los Caballeros Templarios, los romances medievales sobre el Grial, la dinastía franco Merovingia y el artista Nicolás Poussin en un intento de identificar a los descendientes directos de Jesús.
- Hipotetizar las consecuencias de eventos improbables que «podrían» haber sucedido, suponiendo tácitamente que así fue.
- Sensacionalismo o valor de impacto.

## Ejemplos
Las siguientes son algunas categorías comunes de la teoría pseudohistórica, con ejemplos. Tenga en cuenta que no todas las teorías en una categoría enumerada son necesariamente pseudohistóricas; son más bien categorías que parecen atraer a los pseudohistoriadores.

### Antiguos alienígenas, tecnologías antiguas y tierras perdidas
Los libros de Immanuel Velikovsky Worlds in Collision (1950), Ages in Chaos (1952) y Earth in Upheaval (1955), que se convirtieron en «superventas instantáneos», demostraron que la pseudohistoria basada en la mitología antigua tenía potencial para un tremendo éxito financiero y se convirtió en modelos de éxito para trabajos futuros en el género.
En 1968, Erich von Däniken publicó Chariots of the Gods?, donde afirma que los visitantes antiguos del espacio exterior construyeron las pirámides y otros monumentos. Desde entonces, ha publicado otros libros en los que hace afirmaciones similares. Todas estas afirmaciones han sido clasificadas como pseudohistoria. De manera similar, Zechariah Sitchin ha publicado numerosos libros que afirman que una raza de seres extraterrestres del Planeta Nibiru conocido como los Anunnaki visitó la tierra en la antigüedad en busca de oro y seres humanos genéticamente modificados para servir como sus esclavos. Él afirma que los recuerdos de estos sucesos se registran en la mitología sumeria, así como en otras mitologías de todo el mundo. Estas especulaciones también se han categorizado como pseudohistoria.
La hipótesis de los antiguos astronautas se popularizó aún más en los Estados Unidos por la serie de televisión History Channel Ancient Aliens. El profesor de historia Ronald H. Fritze observó que las afirmaciones pseudohistóricas promovidas por von Däniken y el programa Ancient Aliens tienen una popularidad periódica en los EE. UU. "En una cultura pop con poca memoria y un apetito voraz, los extraterrestres y las pirámides y las civilizaciones perdidas se reciclan como las modas ".
El autor Graham Hancock ha vendido más de cuatro millones de copias de libros promoviendo la tesis pseudohistórica de que todos los principales monumentos del mundo antiguo, incluyendo Stonehenge, las pirámides egipcias y los moai de la Isla de Pascua, fueron construidos por una sola supercivilización antigua, que Hancock dice que prosperaron de 15,000 a 10,000 AC y poseían conocimiento tecnológico y científico igual o superior al de la civilización moderna. Primero avanzó la forma completa de este argumento en su éxito de ventas 1995 Huellas de los dioses, que ganó la aclamación popular, pero el desdén académico. Christopher Knight ha publicado numerosos libros, incluida Uriel's Machine (2000), que exponen afirmaciones pseudohistóricas de que las civilizaciones antiguas poseían tecnología mucho más avanzada que la tecnología actual.
La afirmación de que un continente perdido conocido como Lemuria alguna vez existió en el Océano Pacífico también ha sido categorizada como pseudohistoria.

### Pseudohistoria antisemita
Los Protocolos de los Sabios de Sion es una obra fraudulenta que pretende mostrar una conspiración histórica para la dominación mundial de los judíos. El trabajo fue probado definitivamente como una falsificación en agosto de 1921, cuando The Times reveló que extensas porciones del documento fueron directamente plagiadas del diálogo satírico de 1864 de Maurice Joly El diálogo en el infierno entre Maquiavelo y Montesquieu, así como en Biarritz (1868), la novela antisemita de Hermann Goedsche.
La teoría de Khazar es una teoría académica marginal que postula que la mayor parte de los judíos europeos son de origen de Asia Central. A pesar del consenso académico general, esta teoría ha sido promovida en círculos antisemitas y antisionistas por igual, argumentando que los judíos son un elemento extraño tanto en Europa como en Palestina.
La negación del Holocausto y la negación del genocidio en general se categorizan ampliamente como pseudohistoria. Los principales defensores de la negación del Holocausto incluyen a David Irving y otros, que argumentan que el Holocausto, el genocidio armenio y otros genocidios no tuvieron lugar o fueron exagerados en gran medida.

### Cronologías alternativas
Una cronología alternativa es una secuencia revisada de eventos, que se desvía de la línea de tiempo estándar de la historia mundial aceptada por los académicos. Un ejemplo de una "cronología alternativa" es la Nueva cronología de Anatoly Fomenko, que afirma que la historia registrada comenzó alrededor del año 1000 DC y todos los eventos que supuestamente ocurrieron antes de ese punto nunca sucedieron realmente o son simplemente recuentos inexactos de eventos eso sucedió después. Otro ejemplo, un poco menos extremo, es la Nueva Cronología de David Rohl, que afirma que las líneas de tiempo aceptadas para la historia del antiguo Egipto y de Israel están equivocadas.

### Falsificación histórica
Durante el siglo VIII, un documento falsificado conocido como la Donación de Constantino, que supuestamente transfirió la autoridad sobre Roma y la parte occidental del Imperio Romano al Papa, se difundió ampliamente. En el siglo XII, Geoffrey de Monmouth publicó Historia Regum Britanniae, una obra pseudohistórica que pretende describir la historia antigua y los orígenes del pueblo británico. El libro sintetiza tradiciones míticas celtas anteriores para inflar las hazañas del mítico Rey Arturo. El historiador contemporáneo Guillermo de Newburgh escribió alrededor de 1190 que "está bastante claro que todo lo que este hombre escribió sobre Arturo y sus sucesores, o incluso sobre sus predecesores de Vortigern en adelante, fue inventado, en parte por él mismo y en parte por otros".

### Revisionismo histórico
La cuestión de la autoría de Shakespeare es una teoría marginal que afirma que las obras atribuidas a William Shakespeare en realidad fueron escritas por alguien más que William Shakespeare de Stratford-upon-Avon. Una teoría marginal revisionista similar es la teoría del mito de Jesús, que afirma que Jesús de Nazaret nunca existió como figura histórica y que su existencia fue inventada por los primeros cristianos. Este argumento actualmente encuentra muy poco apoyo entre los eruditos e historiadores de todas las religiones y ha sido descrito como pseudohistórico.
Los revisionistas confederados (también conocidos como "revisionistas de la Guerra Civil"), la Causa Perdida de la Confederación y los neo-confederados argumentan que la principal motivación de los Estados confederados era el mantenimiento de los derechos de los estados y el gobierno limitado, en lugar de la preservación y expansión de la esclavitud.

### Revisionismo etnocéntrico
Las ideas más afrocéntricas (es decir, las teorías de contacto entre África y las Américas precolombinas, véase la controversia sobre la raza del Antiguo Egipto) han sido identificadas como pseudohistóricas, junto con las teorías de los "arios indígenas" publicadas por nacionalistas hindúes durante los años 1990 y 2000. La "criptohistoria" desarrollada dentro del misticismo germánico y el ocultismo nazi también ha sido clasificada como pseudohistóricas.
La Teoría del lenguaje solar es una ideología pseudohistórica que sostiene que todas las lenguas descienden de una forma de proto-turco. La teoría puede haber sido ideada en parte para legitimar los préstamos árabes  en el idioma turco al afirmar que dichas palabras derivan por el contrario de las turcas.
Un gran número de teorías pseudohistóricas nacionalistas tratan sobre las legendarias Diez Tribus Perdidas del antiguo Israel. El Israelismo británico, también conocido como anglo-israelismo, el ejemplo más famoso de este tipo, ha sido refutado de manera concluyente por los historiadores usando evidencia de una amplia gama de diferentes campos de estudio.

### Pseudohistoria racista
Josiah Priest y otros escritores estadounidenses del siglo XIX escribieron narraciones pseudohistóricas que retrataban a afroamericanos y nativos americanos en una luz extremadamente negativa. El primer libro de Priest fue The Wonders of Nature and Providence, Displayed (1826). El libro es considerado por los críticos modernos como una de las primeras obras de la pseudohistoria estadounidense moderna. Priest atacó a los nativos americanos en American Antiquities and Discoveries of the West (1833) y a los afroamericanos en Slavery, As It Relates to the Negro (1843).

### Teorías de contacto transoceánicas precolombinas
La mayoría de las teorías del contacto transoceánico precolombino, excluyendo la presencia nórdica en las Américas, y otros conocimientos acreditados, han sido clasificadas como pseudohistoria, incluyendo afirmaciones de que las Américas fueron realmente descubiertas por árabes o musulmanes. El libro de Gavin Menzies 1421: El año en que China descubrió el mundo, que defiende la idea de que los marinos chinos descubrieron América, también ha sido categorizado como una obra de pseudohistoria.

### Psicohistoria
La psicohistoria es el estudio de las posibles motivaciones psicológicas de algunos eventos históricos; utiliza el psicoanálisis u otras disciplinas psicológicas en colaboración con la antropología y la sociología para estudiar el origen emocional de las conductas sociales y políticas de grupos y naciones. Su más notable propulsor es Lloyd deMause,  fundador de The Journal of Psychohistory, quien se ha concentrado en estudiar los tipos de crianza. Algunos historiadores lo han categorizado como pseudohistoria, caracterización que no es compartida por otros.

### Pseudohistoria religiosa
El enigma sagrado (1982) de Michael Baigent, Richard Leigh y Henry Lincoln es un libro que pretende mostrar que ciertas figuras históricas, como Godofredo de Bouillon, y aristócratas contemporáneos son los descendientes directos de Jesús. Los historiadores han analizado ampliamente el libro, clasificándolo como pseudohistoria, y señalaron que ahora se sabe que las tablas genealógicas usadas en él son falsas. Sin embargo, el libro fue un best-seller internacional e inspiró la exitosa novela de El código Da Vinci.
Otro ejemplo de pseudohistoria religiosa es la tesis, encontrada en los escritos de David Barton y otros, afirmando que Estados Unidos fue fundado como una nación exclusivamente cristiana. Los historiadores tradicionales en cambio apoyan la posición tradicional, que sostiene que los padres fundadores estadounidenses tenían la intención de que la iglesia y el estado se mantuvieran separados.
Las búsquedas del arca de Noé también se han categorizado como pseudohistoria.

#### hinduismo
La creencia de que la antigua India era tecnológicamente avanzada hasta el punto de convertirse en una potencia nuclear está ganando popularidad en la India. Las tendencias e ideologías nacionalistas extremas emergentes basadas en el hinduismo en la arena política promueven estas discusiones. Vasudev Devnani, el ministro de educación del estado occidental de Rajasthan, dijo en enero de 2017 que era importante "comprender el significado científico" de la vaca, ya que era el único animal en el mundo que inhalaba y exhalaba oxígeno. En 2014, el primer ministro Narendra Modi dijo a una reunión de médicos y personal médico en un hospital de Mumbai que la historia del dios hindú Ganesha mostraba que la ciencia genética existía en la antigua India. Muchos pseudohistoriadores de la nueva era que se enfocan en convertir historias mitológicas en historia son bien recibidos entre la multitud. La controversia sobre los aviones antiguos del Congreso de Ciencias de la India es un evento relacionado cuando el Capitán Anand J. Bodas, director retirado de una instalación de entrenamiento de pilotos, afirmó que existían aviones más avanzados que las versiones actuales en la India antigua en el Congreso de Ciencias de la India..En 2018, el ex primer ministro del estado nororiental de Tripura Biplab Deb afirmó que los antiguos indios tenían internet y tecnología satelital. El exministro de Ciencia y Tecnología, Harsh Vardhan, afirmó que Hawking había dicho que los Vedas postulaban una teoría superior a la teoría de la relatividad de Albert Einstein, a pesar de que no hay constancia de que Hawking haya hecho tal afirmación.